# Yunzhu
Yunzhu (kinesiska: 云竹, 云竹镇) är en köping i Kina. Den ligger i provinsen Shanxi, i den norra delen av landet, omkring 94 kilometer söder om provinshuvudstaden Taiyuan. Yunzhu ligger vid sjön Haijinshan Shuiku.
Genomsnittlig årsnederbörd är 715 millimeter. Den regnigaste månaden är juli, med i genomsnitt 236 mm nederbörd, och den torraste är december, med 4 mm nederbörd.